# Philip Morgan
Pour les articles homonymes, voir Philip Morgan (évêque) et Morgan.
Philip Morgan est un écrivain français.

## Livres publiés
- Ça bardait dur, Eddie !, 1969.
- Un sacré mercenaire, 1969.
- Requiem pour une garce, 1970.
- Meurtres en vrac, 1971.
- Meurtre en Quatrième dimension, 1971.
- Une corde pour les pendre, 1971.
- Go !, 1972.
- Feu d'enfer, 1972.
- Antenne chirurgicale n ° 20, 1973.
- Névrose, 1973.
- Un scalpel en or, 1974.
- Ces petites chéries, 1975.
- Les Favorites, 1975.
- Présentez arme, 1975.
- Ah les femmes !, 1975.
- Les Mignons du roi, 1976.